# فنگ فی
فنگ فی (انگلیسی: Feng Fei؛ زادهٔ ۱۸ فوریهٔ ۱۹۸۳) بازیکن بیسبال اهل چین بود. در بازی‌های المپیک تابستانی ۲۰۰۸ شرکت کرده‌است.